# Craig Russell (aktor)
Craig Russell, właśc. Russell Craig Eadie (ur. 10 stycznia 1948 w Toronto, zm. 30 października 1990 tamże) – kanadyjski aktor filmowy, występujący jako drag queen. Laureat Srebrnego Niedźwiedzia dla najlepszego aktora na 28. MFF w Berlinie za rolę w filmie Outrageous! (1977) Richarda Bennera. Pod koniec życia chorował na AIDS. Zmarł na udar mózgu powiązany z tą chorobą.